# 11832 Pustylnik
11832 Pustylnik eller 1984 SC6 är en asteroid i huvudbältet som upptäcktes den 21 september 1984 av den belgiske astronomen Henri Debehogne vid La Silla-observatoriet. Den är uppkallad efter Izold Pustylnik.
Den har en diameter på ungefär 4 kilometer och den tillhör asteroidgruppen Nysa.